# Sjenity dolnośląskie

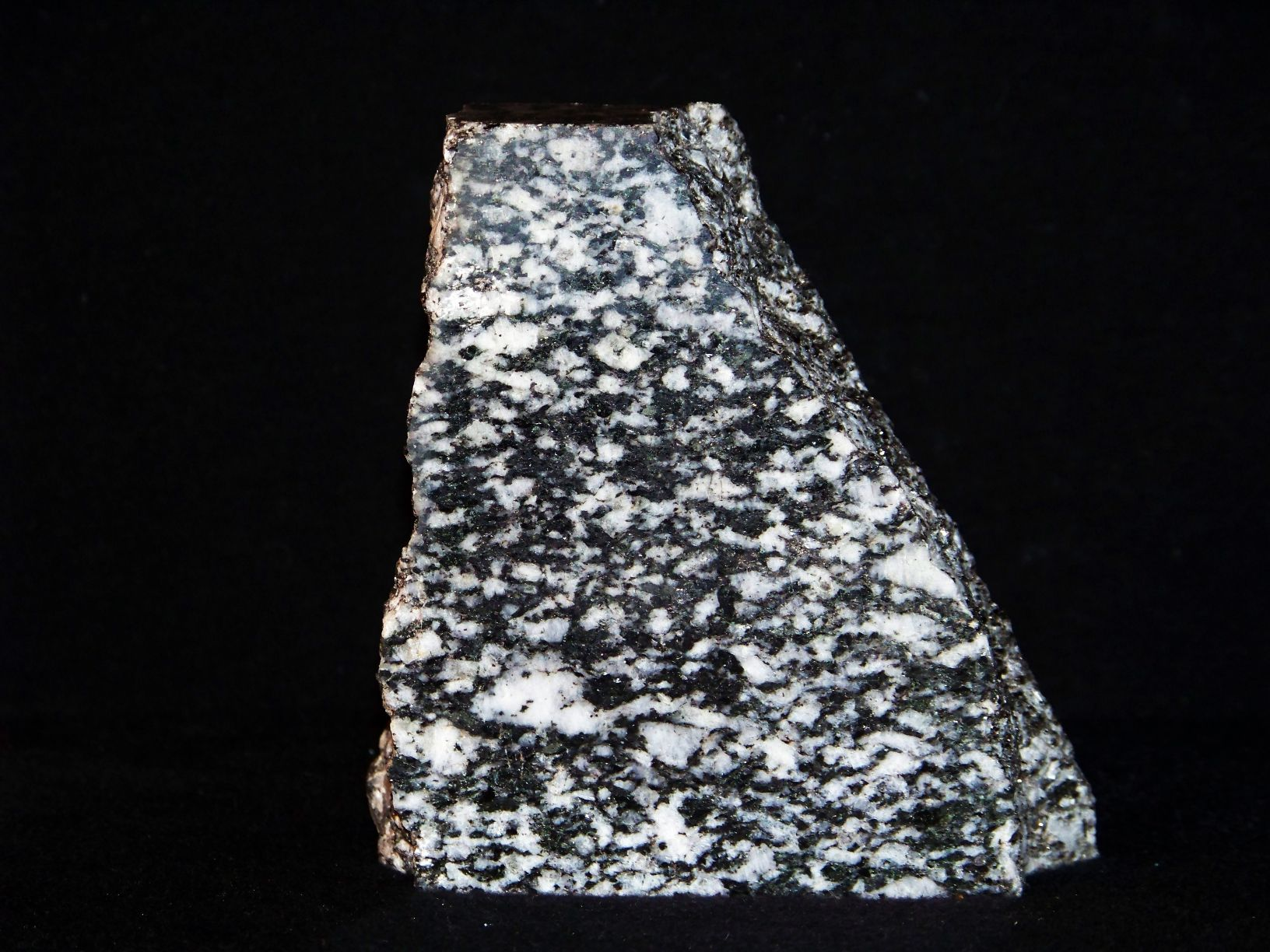
Sjenit dolnośląski

Sjenity dolnośląskie – nazwa potoczna i handlowa dla skał wydobywanych ze złóż znajdujących się w okolicy Piławy Górnej (Kośmin) – jednego z centrów przemysłu obróbki kamienia w Polsce oraz Niemczy.
Najważniejsze złoża, to: Kośmin, Przedborowa, Piława Górna, Brodziszów I, Brodziszów II, Brodziszów-Kłośnik, Koziniec, Piekielnik, Przerzeczyn Zdrój oraz kilka innych, w których zakończono eksploatację i zostały zdjęte z Bilans Zasobów Kopalin.
Skały te wg nowoczesnej klasyfikacji petrograficznej nie są sjenitami. Według klasyfikacji petrograficznej Kośmin to granodioryt, a Przedborowa to monzodioryt. nazwa „sjenit” została nadana przez geologów niemieckich i przyjęta w latach powojennych przez geologów polskich.
Skały charakteryzują się parametrami wytrzymałościowymi i ścieralnością porównywalną ze skałami granitowymi, lecz dzięki mniejszej zawartości kwarcu są bardziej elastyczne, bardziej odporne na uszkodzenia mechaniczne.
Właściwości techniczne oraz walory dekoracyjne zadecydowały o dużej popularności tych kamieni w polskiej architekturze, praktycznie w każdym większym mieście w Polsce znajdują się elementy wykonane z tych kamieni.

Kośmin
- Gęstość 2,728g/cm³
- Wytrzymałość na ściskanie 1750 kg/cm²
- Ścieralność na tarczy Boehmego 0,16 – 0,2 cm
- Nasiąkliwość 0,20%
- Całkowita mrozoodporność

Przedborowa
- Gęstość 2,76 g/cm³
- Wytrzymałość na ściskanie 1700 kg/cm²
- Ścieralność na tarczy Boehmego 0,19 cm
- Nasiąkliwość 0,20%
- Całkowita mrozoodporność